# Я, Богдан
«Я, Богдан (Исповедь во славе)» (укр. Я, Богдан (Сповідь у славі)) — исторический роман Павла Загребельного. Написан и впервые напечатан в 1983 году в киевском издательстве «Радянський письменник».
Историко-философский роман про украинского гетмана Богдана Хмельницкого. Роман написан в форме исповеди-монолога. В данном романе всесторонне описывается образ Богдана Хмельницкого как государственного деятеля, воеводы и дипломата.

## Сюжет
Роман написан от лица Богдана Хмельницкого. Роман рассказывает о военной и политической деятельности Богдана Хмельницкого в период 1648—1657 годов, а также о переговорах Богдана Хмельницкого с Московским царством о присоединении Украинских земель к Московскому царству. В романе Богдан Хмельницкий показан как выдающийся государственный деятель и как простой человек.

## Анализ
Филологи Т. Кохановская и М. Назаренко относят роман Загребельного к распространённой в украинской литературе XX века «химерной прозе»: хотя это традиционный исторический роман, но он рассказывается от лица памятника Хмельницкому.

### Издание на русском языке
- Загребельный П. А. Собрание сочинений. В 5 томах. Том 5. Я, Богдан (Исповедь во славе) / Авториз. пер. с укр. И. Карабутенко. — М.: Художественная литература, 1987. — 639 с.

### Исследования
- Вінтонів Т. М. До питання походження прізвища Хмельницький та його поетика в українських історичних романах (укр.) // Восточноукраинский лингвистический сборник:  Сборник научных трудов. — Донецк: ТОВ «Юго-Восток, Лтд», 2006. — Вип. 10. — С. 31—41.
- Нестеренко Н. П. Визначальні моделі хронотопів у формуванні образу Богдана Хмельницького в історичному романі П. Загребельного «Я, Богдан (сповідь у славі)» (укр.) // Наукові записки Харківського національного педагогічного університету ім. Г. С. Сковороди. Сер. : Літературознавство. — 2015. — Вип. 3. — С. 83—94.
- Сергійчук В. «Я, Богдан» з точки зору історика (укр.) // Дніпро. — 1987. — № 10. — С. 110—119.
- Федоренко О. Б. «Я, Богдан» П. Загребельного: характер і ознаки характерництва героя (укр.) // Наукові записки Харківського національного педагогічного університету ім. Г. С. Сковороди. Сер. : Літературознавство. — 2010. — Вип. 4.2. — С. 116—123.
- Чумак В. Г. Людина в історії, історія — в людині (образ Хмельницького в романі П. Загребельного «Я, Богдан») (укр.) // Українське літературознавство: респ. міжвід. наук. зб. — Львів, 1989. — Вип. 53. — С. 93—99.